# 村治佳織
村治 佳織（むらじ かおり、1978年4月14日 - ）は、日本のギタリスト。東京都台東区出身。
同じくギタリストの村治奏一は実弟。

## 来歴

### フランス留学まで（1978年 - 1999年）
村治佳織は1978年4月14日に生まれた。3歳から父・村治昇にギターの日々厳しい特訓の手ほどきを受け、その後10歳からは福田進一に師事した。1989年の日本ジュニア・ギター教育協会主催「日本ジュニア・ギター・コンクール」にて最優秀賞を、1991年の学生ギター・コンクールにおいて、全部門通じての最優秀賞を受賞。さらに1992年には、ブローウェル国際ギター・コンクール（東京）と東京国際ギター・コンクールで優勝している。
1993年、津田ホールにてデビューリサイタルを開催し、同年にアルバム『エスプレッシーヴォ』を発表しデビュー。翌1994年には、日本フィルハーモニー交響楽団と共演、協奏曲デビューも果たしている。なお、デビュー時には『若さ』という付加価値に頼らずに、あくまで音楽そのものを人々に伝えたいとの思いのもと、実年齢を公表していなかった。1995年には第5回出光音楽賞（1994年度）を最年少で、1996年には村松賞を受賞している。同年5月、イタリア国立放送交響楽団の定期演奏会に招待されてトリノにおいて共演し、ヨーロッパでのデビューを飾った。
女子聖学院中学校・高等学校を卒業後の1997年より、フランス・パリのエコールノルマル音楽院へ留学、プロとしての音楽活動を一時休止し、アルベルト・ポンセに師事する。1999年には、テレビ番組の収録を通じて、ホアキン・ロドリーゴと亡くなる半年前に対面、彼の前でその作品を演奏する機会を得ている。元々強く志してプロになったわけでなかった村治は、留学をとおして自らを見つめ直す事ができたと、日立ソリューションズ (2012)のインタビューに答えて述懐している。

### 帰国以降（1999年 - ）
同1999年、エコール・ノルマル卒業と同時に帰国。本格的なソロ活動を開始し、NHK交響楽団をはじめとする国内の主要オーケストラとも共演を重ねる。
2000年、ドイツのフォーグラー・カルテットと室内楽の日本ツアーを行う。同年、韓国のソウル・アート・センターにて初の韓国リサイタルを開催。
2001年、スペインのバレンシアにてロドリーゴ室内管弦楽団と初共演。同年、初のDVD『Contrastes』をリリース。
2002年、ロドリーゴ生誕100年を記念し、同楽団と日本ツアーを行う。
2003年、フォーグラー・カルテットとの二度目の日本ツアー、韓国、ソウル・アート・センターでのリサイタル、そしてイタリア国立放送交響楽団とのトリノ、フィレンツェでの共演とそれに続く日本ツアーを行う。同年11月、英デッカ・レコードと、日本人初のインターナショナル長期専属契約を結ぶ。
2004年、ホセ・マリア・ガジャルドとのデュオ・リサイタル・ツアーを行う。DECCA移籍後第一弾アルバム「トランスフォーメーション」を発売、その記念ツアーを日本全国で展開する。ラファエル・フリューベック・デ・ブルゴス指揮の読売日本交響楽団とロレンツォ・パロモの「アンダルシアのノクターン」の日本初演を果たす。
2005年、LGアート・センター他2か所を回る韓国ツアーを行う。上海音楽庁で上海交響楽団と共演し、中国デビュー公演を果たす。スペインにて、バレンシア・オーケストラとアランフェス協奏曲を演奏。「トランスフォーメーション」をヨーロッパ、韓国、香港をはじめ世界発売。同年10月、右手後骨間神経麻痺（橈骨神経麻痺）により演奏活動を休止、治療・静養に入る。
2006年1月、復帰してすぐにフランス、ナント音楽祭に参加、レコーディングも再開する。同年4月、アメリカ西海岸での初リサイタル・ツアーを行い、アメリカデビューを果たす。
2007年4月、大阪国際フェスティバルで、ロドリーゴ作曲による2本のギターの為の「マドリガル協奏曲」を、アンヘル・ロメロと共に演奏。
2008年、第9回ホテルオークラ音楽賞を受賞。同年4月、ベトナム国立交響楽団の定期演奏会（ハノイ・オペラハウス）に出演。7月、ケヴァントハウス・バッハ・オーケストラと日本、韓国ツアーを行う。8月、スペイン・サラゴサ万博のジャパン・デーにて、渡辺貞夫と共演。10月、トゥールーズ室内合奏団と、現地にて共演した後、日本ツアーを行う。
2009年、稲本響（ピアノ、作曲）、藤原道山（尺八）、三響会（邦楽囃子）、英哲風雲の会（和太鼓）とともに珠響（たまゆら）を結成し、2月にサントリーホールにて第一回公演を行う。10月、ドイツ人テノールのヤン・コボウとシューベルト「美しき水車屋の娘」を中心としたリサイタル・ツアーを開催。11月、韓国・ソウル・アート・センターにて、アンサンブルDITTOのリーダーであるヴィオラ奏者、リチャード・ヨンジェ・オニールをゲストに迎え、リサイタルを開催。
2011年11月、再び右手後骨間神経麻痺（橈骨神経麻痺）の治療により演奏活動を一時休止。
2012年2月、復帰。
2013年7月22日、舌腫瘍に罹患していることを公表し、治療のために長期休養に入ることを発表した。
2014年7月24日、自身のオフィシャルサイトにて以前より交際していた一般男性と結婚した旨を公表した。
2014年9月、吉永小百合主演の映画「ふしぎな岬の物語」のイベントに出演し演奏活動を再開。
2019年、12月23日発売の初エッセイ本「いつのまにか、ギターと」のなかで、2018年に離婚したことを綴り、明らかにした。

## 人物
- テレビやラジオ番組のレギュラー出演のほか、テレビCMへの出演やイメージキャラクターとしての起用など、本人のメディアへの登場も多い。
- 雑誌でのエッセイ連載や、新聞への書評の寄稿などの執筆活動も行っている。
- 英国の名門クラシックレーベルであるデッカ・レコード（Decca Records）と、日本人としては初めてとなるインターナショナル長期専属契約を結ぶ。
- デッカ移籍後初のアルバム「トランスフォーメーション」は、「レコード芸術」9月号にて特選に選出され、第19回日本ゴールドディスク大賞クラシック・アルバム・オブ・ザ・イヤー＜洋楽部門＞を受賞する。
- 日本ではアランフエス協奏曲以外の曲がほとんど演奏されていないことを憂い、ロドリーゴのほかの曲を紹介するため積極的に演奏している。
- クラシック・ギターの知名度を押し上げ、クラシック音楽界に活況をもたらしたことなど演奏家としての業績は大きい。クラシックではないロック系専門誌のギター・マガジン誌やYOUNG GUITAR誌のインタビューを受けることもあり、特にYOUNG GUITAR誌では90年代中期にクラシック・ギターに関する連載コーナーを持っていた。近年の作品ではロックやポップスの曲にもトライしている[11]。
- 近年、自身で「二足の草鞋をはいている」と言うほどナレーションに力を入れており、CD「音楽を夢見た少年〜ロドリーゴ」日本語版のナレーションや、ラジオ番組「MITSUBISHI JISHO Classy Café」のナビゲータを務めている。
- 趣味は散歩と読書とカラオケ。読書はエッセイやノンフィクション物を好む。カラオケのレパートリーは、美空ひばりの「お祭りマンボ」や中島美嘉、椎名林檎、宇多田ヒカルなど[11]。
- 2012年9月4日に出身地の東京都台東区から「たいとう観光大使」として任命された。

## ディスコグラフィー

### アルバム
|                | 発売日               | タイトル                                                   | 規格                         | 規格品番                    | 発売元                               | 備考 |
| -------------- | -------------------- | ---------------------------------------------------------- | ---------------------------- | --------------------------- | ------------------------------------ | --- |
| 1st            | 1993年10月21日       | espressivo エスプレッシーヴォ                              | CD                           | VICC-132                    | ビクターエンタテインメント           | |
| 1st            | 2012年9月5日         | espressivo エスプレッシーヴォ                              | CD                           | VICC-60813（再発）          | ビクターエンタテインメント           | |
| 2nd            | 1995年1月21日        | GREEN SLEEVES グリーンスリーヴス〜シュークスピア時代の音楽 | CD                           | VICC-159                    | ビクターエンタテインメント           | |
| 2nd            | 2012年9月5日         | GREEN SLEEVES グリーンスリーヴス〜シュークスピア時代の音楽 | CD                           | VICC-60814（再発）          | ビクターエンタテインメント           | |
| 2nd            | 2001年2月21日        | GREEN SLEEVES グリーンスリーヴス〜シュークスピア時代の音楽 | XRCD                         | VICC-60224                  | ビクターエンタテインメント           | |
| 3rd            | 1996年7月24日        | sinfonia シンフォニア                                      | CD                           | VICC-186                    | ビクターエンタテインメント           | |
| 3rd            | 2012年9月5日         | sinfonia シンフォニア                                      | CD                           | VICC-60815（再発）          | ビクターエンタテインメント           | |
| 4th            | 1997年11月21日       | Pastrale パストラル                                        | CD                           | VICC-60034                  | ビクターエンタテインメント           | ロドリーゴ作品集。 |
| 4th            | 1999年9月22日        | Pastrale パストラル                                        | CD                           | VICC-60135                  | ビクターエンタテインメント           | ロドリーゴ作品集。 |
| 4th            | 2012年9月5日         | Pastrale パストラル                                        | CD                           | VICC-60816（再発）          | ビクターエンタテインメント           | ロドリーゴ作品集。 |
| 4th            | 2001年11月21日       | Pastrale パストラル                                        | 30cmアナログディスク         | VIJC-60002                  | ビクターエンタテインメント           | ロドリーゴ作品集。 |
| 5th            | 1998年11月21日       | CAVATINA カヴァティーナ                                    | CD                           | VICC-60104                  | ビクターエンタテインメント           | |
| 5th            | 2008年12月17日       | CAVATINA カヴァティーナ                                    | SHM-CD                       | VICC-70004                  | ビクターエンタテインメント           | |
| 5th            | 2012年9月5日         | CAVATINA カヴァティーナ                                    | CD                           | VICC-60817（再発）          | ビクターエンタテインメント           | |
|                | 2000年3月23日        | アランフェス協奏曲                                         | CD                           | VICC-60154                  | ビクターエンタテインメント           | 最初の協奏曲アルバム。演奏：村治佳織、山下一史（指揮）、新日本フィルハーモニー交響楽団。                                                     |
| 2000年6月21日  | XRCD                 | アランフェス協奏曲                                         | VICC-60192                   |                             | ビクターエンタテインメント           | 最初の協奏曲アルバム。演奏：村治佳織、山下一史（指揮）、新日本フィルハーモニー交響楽団。                                                     |
| 2000年6月21日  | 30cmアナログディスク | アランフェス協奏曲                                         | VIJC-60001                   |                             | ビクターエンタテインメント           | 最初の協奏曲アルバム。演奏：村治佳織、山下一史（指揮）、新日本フィルハーモニー交響楽団。                                                     |
| 2012年9月5日   | CD                   | アランフェス協奏曲                                         | VICC-60818（再発）           |                             | ビクターエンタテインメント           | 最初の協奏曲アルバム。演奏：村治佳織、山下一史（指揮）、新日本フィルハーモニー交響楽団。                                                     |
|                | 2002年4月24日        | Resplandor レスプランドール                                | CD                           | VICC-60292                  | ビクターエンタテインメント           | スペイン・デビュー盤。 |
| 2012年9月5日   | VICC-60819（再発）   | Resplandor レスプランドール                                | CD                           |                             | ビクターエンタテインメント           | スペイン・デビュー盤。 |
|                | 2004年2月21日        | LA ESTELLA エステーラ                                      | CD                           | VICC-60390                  | ビクターエンタテインメント           | 1993年のデビューから2005年まで、ビクター在籍中の10年間に発表した9アルバムから、自身で選曲した初のベスト・アルバム。                          |
| 2012年9月5日   | VICC-60820（再発）   | LA ESTELLA エステーラ                                      | CD                           |                             | ビクターエンタテインメント           | 1993年のデビューから2005年まで、ビクター在籍中の10年間に発表した9アルバムから、自身で選曲した初のベスト・アルバム。                          |
|                | 2004年7月21日        | Transformations トランスフォーメーション                   | CD                           | UCCD-1115                   | ユニバーサルミュージック クラシック  | デッカ移籍第1弾アルバム。 |
| 2005年3月8日   | SACDハイブリッド     | Transformations トランスフォーメーション                   | 4756618（輸入盤）            |                             | ユニバーサルミュージック クラシック  | デッカ移籍第1弾アルバム。 |
| 2005年4月21日  | SACDハイブリッド     | Transformations トランスフォーメーション                   | UCGD-7036                    |                             | ユニバーサルミュージック クラシック  | デッカ移籍第1弾アルバム。 |
| 2008年12月17日 | SHM-CD               | Transformations トランスフォーメーション                   | UCCD-9732                    |                             | ユニバーサルミュージック クラシック  | デッカ移籍第1弾アルバム。 |
|                | 2005年3月23日        | 音楽を夢見た少年〜ロドリーゴ                               | CD                           | UCCD-1135                   | ユニバーサル ミュージック クラシック | ロドリーゴの生涯を、彼の作品を織り交ぜながら、村治佳織が語るという子供向けアルバム。その物語とイラスト付きのブックレットが付属。             |
|                | 2005年10月21日       | Spain スペイン                                             | CD                           | VICC-60460                  | ビクターエンタテインメント           | ベスト・アルバム。 |
| 2012年9月5日   | VICC-60821（再発）   | Spain スペイン                                             | CD                           |                             | ビクターエンタテインメント           | ベスト・アルバム。 |
|                | 2005年10月26日       | lumières リュミエール                                      | CD                           | UCCD-1147                   | ユニバーサルミュージック クラシック  | |
| 2006年2月17日  | CD                   | lumières リュミエール                                      | 4757651（輸入盤）            |                             | ユニバーサルミュージック クラシック  | |
| 2008年12月17日 | SHM-CD               | lumières リュミエール                                      | UCCD-9733（Limited Edition） |                             | ユニバーサルミュージック クラシック  | |
|                | 2006年10月25日       | Lyre & Sonnet ライア＆ソネット                             | CD                           | UCCD-1176                   | ユニバーサルミュージック クラシック  | 「村治佳織 & ザ・シックスティーン」名義。イギリスのコーラス・グループ「ザ・シックスティーン（The Sixteen）」とのコラボレーション・アルバム。 |
| 2008年12月17日 | SHM-CD               | Lyre & Sonnet ライア＆ソネット                             | UCCD-9734                    |                             | ユニバーサルミュージック クラシック  | 「村治佳織 & ザ・シックスティーン」名義。イギリスのコーラス・グループ「ザ・シックスティーン（The Sixteen）」とのコラボレーション・アルバム。 |
|                | 2007年2月23日        | Into The Light                                             | CD                           | 4758199（輸入盤）           | ユニバーサルミュージック クラシック  | 「ライア＆ソネット」インターナショナル盤。                                                                                                   |
|                | 2007年4月25日        | Amanda アマンダ                                            | CD+DVD                       | UCCD-1188                   | ユニバーサルミュージック クラシック  | |
|                | 2007年10月17日       | Viva! Rodrigo ビバ！ロドリーゴ                             | CD                           | UCCD-9444（初回生産限定盤） | ユニバーサルミュージック クラシック  | |
| 2008年02月01日 | CD                   | Viva! Rodrigo ビバ！ロドリーゴ                             | 4780076輸入                  |                             | ユニバーサルミュージック クラシック  | |
| 2008年12月17日 | SHM-CD               | Viva! Rodrigo ビバ！ロドリーゴ                             | UCCD-9735                    |                             | ユニバーサルミュージック クラシック  | |
|                | 2008年10月29日       | KAORI MURAJI plays BACH 村治佳織 プレイズ・バッハ          | CD                           | UCCD-1223                   | ユニバーサルミュージック クラシック  | 初のバッハ・アルバム。 |
|                | 2009年10月7日        | Portraits ポートレイツ                                     | CD                           | UCCD-1250                   | ユニバーサルミュージック クラシック  | |
|                | 2010年9月22日        | Soleil 〜Portraits2〜 ソレイユ〜ポートレイツ2〜            | CD                           | UCCD-1273                   | ユニバーサルミュージック クラシック  | |
|                | 2011年10月5日        | Prelude プレリュード                                       | CD                           | UCCD-1305                   | ユニバーサルミュージック クラシック  | |
| SHM-CD+DVD     | 2011年10月5日        | Prelude プレリュード                                       | UCCD-9806                    |                             | ユニバーサルミュージック クラシック  | |
|                | 2011年10月17日       | Re-Cycle リ・サイクル 村治佳織ベスト                       | CD                           | UCCD-1345/6                 | ユニバーサルミュージック クラシック  | DECCA初となるベスト盤。 |
| 2SHM-CD+CD-ROM | 2011年10月17日       | Re-Cycle リ・サイクル 村治佳織ベスト                       | UCCD-9886                    |                             | ユニバーサルミュージック クラシック  | DECCA初となるベスト盤。 |
|                | 2012年12月19日       | KAORI MURAJI EARLY BEST                                    | CD                           | VICC-75009/10               | ビクターエンタテインメント           | |
|                | 2014年5月21日        | 村治佳織 コレクション I                                    | SACD                         | SACG-30011/14               | 日本伝統文化振興財団                 | シングルレイヤーSACD／「エスプレッシーヴォ」「グリーンスリーヴス」「シンフォニア」「パストラル」を収録                                       |
|                | 2014年6月19日        | 村治佳織 コレクション II                                   | SACD                         | SACG-30015/18               | 日本伝統文化振興財団                 | シングルレイヤーSACD／「カヴァティーナ」「アランフェス協奏曲」「レスプランドール」「スペイン」を収録                                         |

### シングル
|     | 発売日        | タイトル                       | 規格   | 規格品番 | 発売元                     |
| --- | ------------- | ------------------------------ | ------ | -------- | -------------------------- |
| 1st | 1996年3月23日 | メヌエット／過ぎさりしトレモロ | 8cm CD | VIDC-1   | ビクターエンタテインメント |

### 映像作品
|              | 発売日         | タイトル                                                                                     | 規格 | 規格品番              | 発売元                               | 備考                                                                           |
| ------------ | -------------- | -------------------------------------------------------------------------------------------- | ---- | --------------------- | ------------------------------------ | ------------------------------------------------------------------------------ |
| ライブビデオ | 2001年11月21日 | CONTRASTES HOMENAJE AL MAESTRO RODERIGO コントラステス〜マエストロ・ロドリーゴへのオマージュ | VHS  | VIVC-36（初回限定盤） | ビクターエンタテインメント           | 出演：ホセ・エンシナール／マドリッド州立交響楽団／村治佳織。                   |
| ライブビデオ | 2001年11月21日 | CONTRASTES HOMENAJE AL MAESTRO RODERIGO コントラステス〜マエストロ・ロドリーゴへのオマージュ | VHS  | VIVC-37               | ビクターエンタテインメント           | 出演：ホセ・エンシナール／マドリッド州立交響楽団／村治佳織。                   |
| ライブビデオ | 2001年11月21日 | CONTRASTES HOMENAJE AL MAESTRO RODERIGO コントラステス〜マエストロ・ロドリーゴへのオマージュ | DVD  | VIBC-6（初回限定盤）  | ビクターエンタテインメント           | 出演：ホセ・エンシナール／マドリッド州立交響楽団／村治佳織。                   |
| ライブビデオ | 2001年11月21日 | CONTRASTES HOMENAJE AL MAESTRO RODERIGO コントラステス〜マエストロ・ロドリーゴへのオマージュ | DVD  | VIBC-7                | ビクターエンタテインメント           | 出演：ホセ・エンシナール／マドリッド州立交響楽団／村治佳織。                   |
| ライブビデオ | 2005年11月25日 | アランフェス協奏曲&デ・ブルゴス/展覧会の絵 ライヴ2003                                        | DVD  | JPBX-14501            | ドリームタイムエンタテインメント     | フリューベック・デ・ブルゴス指揮、イタリア国立放送交響楽団との共演。           |
| ライブビデオ | 2007年11月20日 | アランフェス協奏曲&デ・ブルゴス/展覧会の絵 ライヴ2003                                        | DVD  | JPBX-13801（再発）    | ドリームタイムエンタテインメント     | フリューベック・デ・ブルゴス指揮、イタリア国立放送交響楽団との共演。           |
| ライブビデオ | 2006年6月21日  | 村治佳織 生命の色彩・原色の響き コスタリカ                                                   | DVD  | UCBD-1042             | ユニバーサル ミュージック クラシック | 村冶佳織が南米コスタリカを案内役として旅した映像と、現地でのライブ映像を収録。 |
| ライブビデオ | 2007年11月7日  | TRES                                                                                         | DVD  | UCBD-1067             | ユニバーサルミュージック クラシック  |                                                                                |

## 書籍

### 写真集
- 村治佳織写真集「dulcinea／ドゥルシネア」（木楽舎、月刊ソトコト編集部　編） ISBN 4907818300

### 楽譜
- CDでわかるギターの名器と名曲（2011、年ナツメ社、濱田 滋郎との共著） ISBN 4-8163-5066-7
- 村治佳織ギターソロ・コレクション（1998年、現代ギター社） ISBN 4874711677
- 村治佳織 ギターソロコレクション Vol.2（2010年、現代ギター社） ISBN 4874714846

### エッセイ本
- いつのまにか、ギターと（2019年、主婦と生活社） ISBN 978-4-391-15401-6

## 連載
- Grazia誌（講談社）「ギター、ときどき恋する旅」（2010年 - ）

## 主な出演

### テレビ
- 比叡山／延暦寺コンサート（2008年3月3日、NHKデジタル衛星ハイビジョン）
- カディスの赤い星コンサート（BSジャパン）
  - 第1回（2008年4月12日）
  - 第4回（2011年4月30日）
- ミューズの晩餐 My song, My life（2008年11月8日、テレビ東京）
- NHKハイビジョン特集「八百万の神々がすむ山河 〜村治佳織 白洲正子の祈りの道を往く〜」（2011年、BShi）
- クラシック倶楽部 「ヤン・コボウ＆村治佳織　デュオ・リサイタル」（2012年1月28日、NHK BSプレミアム）
- テレビでフランス語（2012年4月4日 - 9月26日、NHKEテレ）- ナビゲーター
- 旅のチカラ（2012年9月6日、NHK-BS）- 「音楽の生まれた場所で」タンザニア
- おんがく交差点（BSテレ東）
  - 2017年6月7日 - 「村治佳織、ギター音楽の最高峰を弾く」
  - 2018年11月10日 - 「美しきトレモロは『ビールと写真』で生まれた!?」
- おやすみ日本 眠いいね!（2018年9月23日、NHK総合）
- 世界マジック紀行ＩＮスペイン（2024年3月22日、NHKBS4K）ナレーション
- クラシックTV（2024年7月11日、NHKEテレ）「The Artist 村治佳織」

### ラジオ
- MITSUBISHI JISHO Classy Café（2006年1月 - 2012年3月（2009年4月以降は毎月最終日曜日のみ）、J-WAVE）
- THE PLAYERS MONTHLY NAVI.（2012年4月毎月、最終土曜日J-WAVE）
- CLASSY LIVING（2017年4月 - 、J-WAVE）
- 今晩は 吉永小百合です（2006年10月15日・10月22日、TBSラジオ）
- Sweet'n Marble Lovers（2010年10月28日、FM京都アルファステーション）
- おめでとう日本列島2013（2013年1月1日、NHKラジオ第1放送）
- きらクラ!（2013年3月31日〈4月1日再放送〉 - パーソナリティ・2016年10月30日〈10月31日再放送〉 - ゲスト、NHK-FM放送）

### CM
- 伊藤園 「充実野菜」（1999年）
- トヨタ自動車「アリオン」（2002年 - 2004年）

### イメージキャラクター
- ミキモト（2007年）

### 演劇
- 「シダの群れ 純情巡礼編」（2012年、シアターコクーン5月公演） - ギター演奏

## 受賞歴
- ベストドレッサー賞 （2017年、学術・文化部門）[12]